# Lars Meyer zu Bexten
Lars Meyer zu Bexten (* 1973 in Herford) ist ein ehemaliger deutscher Springreiter, FEI-Tutor sowie Bundestrainer der Junioren und Jungen Reiter. Er ist der Sohn des in den 1970er und 1980er Jahren sehr erfolgreichen Springreiters Ulrich Meyer zu Bexten.

## Werdegang
Zu Beginn seiner Karriere, war Meyer zu Bexten selbst ein erfolgreicher Springreiter, inzwischen ist er international als Trainer tätig. Seinen ersten S-Sieg erritt er 1988, im Alter von 15 Jahren. 1990 wurde er Mannschaftseuropameister der Junioren. Ein Jahr später wurde ihm das Goldene Reitabzeichen verliehen. 1996 gewann er seinen ersten Nationenpreis. Als deutscher Bundestrainer ist er seit mehreren Jahren für das DOKR tätig. Zudem ist er auf internationalen Turnieren als Equipechef mit den Reitern der deutschen Bundeskader anzutreffen. 
Seit 2004 ist er zudem als einer von sieben FEI-Tutor weltweit dafür zuständig, ein internationales Coaching System aufzubauen. Seit 2005 ist er Mitglied des Bundestrainer-Teams Springen. Jährlich finden auf seiner Anlage die Turniere German Friendships und Bexter Hof Open statt. Seit einigen Jahren ist er Trainer der reitenden Soldaten an der Bundeswehrsportschule in Warendorf. Seit 2011 ist Lars Meyer zu Bexten Bundestrainer für die Junioren und Jungen Reiter. Bei den Olympischen Jugend-Sommerspielen 2014 in Nanjing war Meyer zu Bexten als sportlicher Direktor für die Springreitwettbewerbe zuständig.